# Turritella lentiginosa
Turritella lentiginosa är en snäckart som beskrevs av Reeve 1849. Turritella lentiginosa ingår i släktet Turritella och familjen tornsnäckor. Inga underarter finns listade i Catalogue of Life.